# Alpha Cancri
Désignations
Acubens, ou Alpha Cancri dans la désignation de Bayer (abrégé α Cnc), est une étoile multiple située dans la constellation du Cancer. D'une magnitude apparente combinée de +4.25 et donc visible à l'œil nu, elle est distante d'environ ∼ 164 a.l. (∼ 50,3 pc) du Soleil.

## Nomenclature
Acubens est le nom propre de l'étoile Alpha Cancri (α Cnc), aujourd’hui approuvé par l'Union astronomique internationale (UAI). Il s'agit d'un nom traditionnel dérivé de l'arabe الزبانى al-Zubanā qui est, dans le ciel arabe traditionnel, le nom de la XVIIe des manāzil al-qamar ou « stations lunaires ». La signification de ce nom n'est pas simple à déchiffrer : il fut transféré par les traducteurs arabes de la Μαθηματική σύνταξις de Ptolémée, de la constellation de la Balance, où ils voulurent l’expliquer comme dérivé de racine √ZBN, « pousser », en donnant à ce mot le sens de « pinces ». En fait, le nom est un emprunt à l’akkadien ZI.BA.AN.NA = Zibānītu, qui signifie « la Balance » comme instrument de pesée, et est précisément le nom mésopotamien de la figure correspondant à la constellation de la Balance. Notons que cette figure coïncide avec celle de Qaran zuqaqípi, littéralement « les Cornes », c’est-à-dire « les Pinces du Scorpion », doublet qui, à la suite des Mésopotamiens, se retrouve chez les Grecs et les Arabes.
L'étoile α Cnc est également connue sous le nom de Sertan, introduit par Giuseppe Piazzi (1814 ) , à partir de la transcription Sertân, donnée par Thomas Hyde (1665) dans sa traduction du سلطانی Zīğ-i Sulṭānī ou « Tables sultaniennes » d’Uluġ Bēg (1437). C'est l'arabe السررطان al-Saraṭān, « le Crabe », qui, avant d’être repris comme nom de la constellation du Cancer, était déjà, si l’on en croit l’érudit persan al-Bīrūnī, celui du 5e signe zodiacal dans l’horoscope de fondation de la ville de Baghdad en 762, parvenu au Arabes à partir de l'akkadien AL.LUL = Kušu, « le Crabe », par emprunt à l'araméen  Sarṭāna.

## Caractéristiques principales
Bien que portant la désignation Alpha, Acubens n'est en réalité que la quatrième étoile la plus brillante de sa constellation, et non la première.
Acubens est une étoile blanche de la séquence principale de type spectral A5, mais son spectre électromagnétique est très particulier, puisqu'il possède des raies d'absorption très marquées correspondant à certains métaux, tels le zinc, le strontium, le zirconium, le baryum et bien d'autres encore, d'où sa classification A5m, le « m » signifiant métallique.
Acubens est en fait un système quadruple, constitué d'un couple principal comprenant deux membres séparés de 0,1 seconde d'arc (soit l'équivalent de 5,3 unités astronomiques environ compte tenu de la distance de 174 années-lumière), ces deux membres étant probablement très semblables, c'est-à-dire deux étoiles blanches de la séquence principale de type A5m ayant chacune une masse environ le double de celle du Soleil, et orbitant l'une autour de l'autre en approximativement 6 ans. Autour de ce couple principal orbite une autre étoile binaire séparée par 11 secondes d'arc (soit 600 ua), composée de deux étoiles de classe M, de magnitude apparente +12, la période orbitale autour de la première paire étant d'au moins 6300 ans.

## Dans la fiction
Dans le manga Saint Seiya - The Lost Canvas, Acubens est une des techniques de Manigoldo, Chevalier d'Or du Cancer.

Lorsqu'il utilise cette technique, Manigoldo saisit les hanches de son ennemi avec ses jambes et les resserre d'un seul coup, ce qui tranche sa victime en deux. Sage du Cancer, maître de Manigoldo, possède peut-être cette technique, mais il s'agit peut-être aussi d'une technique que son élève a inventée lui-même.

Manigoldo a notamment utilisé cette technique contre le spectre d'Hadès Véronica de la Nasu.